# Майбутній король
«Майбутній король» (англ. The Kid Who Would Be King) — британський фентезійний фільм 2019 року режисера Джо Корніша. Прем'єра фільму відбулася на 14 березня 2019 року.

## Сюжет
Звичайний дванадцятирічний хлопчик Алекс ходить у школу та мріє про панування справедливості. Але життя зовсім не таке, як хотілося б. І захистити тих, кого ображають інші, не так вже й легко. Алекс вважає себе невдахою. Хлопчику постійно здається, що батьки не цікавляться його проблемами, а шкільні друзі просто знущаються. Та якось Алекс випадково натрапляє на закинуту споруду, де серед груди каміння знаходить меч, який видніється із каменя. З легкістю його діставши, Алекс приносить знахідку додому. Лише з часом стає зрозуміло, що цей меч є легендарним Екскалібуром. Напис на ньому свідчить, що меч належав королю Артуру. Тепер мрія хлопця здійсниться — він збирає свій орден лицарів круглого столу, щоб битися зі злою чарівницею Морганою, яка прагне знищити світ.

## У ролях
| Актор              | Роль                       |
| ------------------ | -------------------------- |
| Луїс Ешборн Серкіс | Алекс (головний герой)     |
| Том Тейлор         | Ленс (Ланселот)            |
| Ребекка Фергюсон   | Моргана (відьма)           |
| Патрік Стюарт      | Мерлін (чарівник)          |
| Ангус Імрі         | Мерлін (в образі підлітка) |
| Дін Чауму          | Беддерс                    |
| Ріанна Доріс       | Кай                        |
| Деніз Гоф          | Мері                       |
| Женев'єва О'Райлі  | Софі (тітка Алекса)        |
| Нома Думезвені     | директорка школи           |